# Thunderdome VIII - The Devil In Disguise
Albums
Thunderdome VII - Injected With Poison
(1994) Thunderdome IX - The Revenge Of The Mummy
(1995)
Thunderdome VIII - The Devil In Disguise est la huitième compilation de la série des albums Thunderdome, issue du concept du même nom, sortie en 1995.

## Présentation
The Devil In Disguise est la huitième compilation de la série, la première à sortir en 1995. Elle succède à Thunderdome VII - Injected With Poison (1994) et précède Thunderdome IX - The Revenge Of The Mummy (1995). La couverture de l'album, artwork de Victor Feenstra, reprend le graphisme issu du téléfilme « Il » est revenu sorti en 1990, adaptation du roman de Stephen King Ça.
La compilation comporte trente-huit pistes. Elle débute avec Go Get Busy (Hardcore Edit) de DJ Weirdo & DJ Sim, et se termine avec Dominee Dimitri (Censored Version) par De Klootzakken. Elle intègre des productions de DJ Paul, DJ Weirdo, DJ Waxweazle, 3 Steps Ahead ou encore Buzz Fuzz. Elle comporte également le grand succès happy hardcore I Wanna Be a Hippy de Technohead.

## Pistes
| 1.  | Go Get Busy (Hardcore Edit)               | DJ Weirdo & DJ Sim       |  |
| 2.  | Mind Of A Lunatic                         | Predator                 |  |
| 3.  | Play My Game                              | DJ Paul                  |  |
| 4.  | Resque                                    | DJ Gizmo                 |  |
| 5.  | Look Ahead                                | DJ Waxweazle             |  |
| 6.  | Are Back                                  | The Nerds                |  |
| 7.  | Let's Go Party                            | Happy Toons              |  |
| 8.  | The Purple Anthem                         | The Dentist Of Boscaland |  |
| 9.  | I Wanna Be a Hippy (Original)             | Technohead               |  |
| 10. | Make You Dance                            | Body Lotion II           |  |
| 11. | Having Sex                                | Critical Mass            |  |
| 12. | Suckers                                   | Dano & No Sweat          |  |
| 13. | Schoom!                                   | Lenny Dee & Darien Kelly |  |
| 14. | Alles Egal                                | The Ender                |  |
| 15. | Pessa Pessa (DJ Cerla's 172 BPM Rave Mix) | Masoko Solo (pl)         |  |
| 16. | Happy Vibes                               | The Scotchman            |  |
| 17. | The Shoeshineman                          | Bata                     |  |
| 18. | TV-Madness                                | Wendy Milan              |  |
| 19. | Realm Of Natas                            | Rob Gee                  |  |

| 1.  | Pussycat                                    | Vanugenth The 5th     |  |
| 2.  | Hey! (Buzzy's Raggamix)                     | Toni Salmonelli       |  |
| 3.  | The Thundertheme                            | 50% Of The Dreamteam  |  |
| 4.  | Do You Want A Balloon???                    | The Clown             |  |
| 5.  | Action                                      | 3 Steps Ahead         |  |
| 6.  | 65-47-3                                     | PVC                   |  |
| 7.  | Hear Me On The Radio                        | DJ Gizmo              |  |
| 8.  | Hypnotising                                 | El Bruto              |  |
| 9.  | Ruff 'N Ruggin                              | Lockjaw               |  |
| 10. | Cheese 'N Beats                             | DJ Paul               |  |
| 11. | You're A Nut                                | DJ Sim                |  |
| 12. | Nu Year (Original Mix)                      | Buzz Fuzz             |  |
| 13. | Total Selfdestruction                       | SFR & Guitar Rob      |  |
| 14. | Allright Now Here We Go (Rob Gee Remix)     | The Prophet           |  |
| 15. | Can You Feel The Passion                    | Northern Boys         |  |
| 16. | Da Joint                                    | The Newyork Terrorist |  |
| 17. | So Get Up!                                  | Public Domain         |  |
| 18. | Mad As Hell                                 | Ralphie Dee           |  |
| 19. | Move Those Legs Mix (Thunderdome 7 Megamix) | Various               |  |

## Accueil
| Classement                           | Meilleure position | Semaines passées dans le classement | Date d'entrée | Date de sortie |
| ------------------------------------ | ------------------ | ----------------------------------- | ------------- | -------------- |
| Pays-Bas (Mega Verzamelalbum Top 30) | 2                  | 14                                  | 18 mars 1995  | 24 juin 1995   |
| Suisse (Schweizer Hitparade)         | 6                  | 2                                   | 9 avril 1995  | 7 juin 1995    |

Toujours plutôt bien accueillie aux Pays-Bas où elle reste quatorze semaines dans le top 30 des compilations du hit-parade néerlandais, atteignant la deuxième place, elle ne reste que deux semaines au top 25 des compilations du hit-parade suisse.